# Pheloconus hispidulus
Pheloconus orchestoides – gatunek chrząszcza z rodziny ryjkowcowatych.

## Zasięg występowania
Ameryka Południowa, występuje w Argentynie oraz Boliwii.

## Budowa ciała
Ubarwienie ciała brązowe z poprzeczną żółtą pręgą w tylnej części pokryw.